# Населённые пункты Камбарского района
Муниципальное образование «Камбарский район» включает в себя 21 населённый пункт: 7 сельских поселений в составе 1 посёлка, 6 сёл, 8 деревень, 1 станции и 4 населённых пунктов, не имеющих специального статуса, и одно городское поселение в составе одного города.
Административный центр района — город Камбарка.

## Перечень населённых пунктов
Ниже приводится список населённых пунктов района по муниципальным образованиям, к которым они относятся. Жирным шрифтом выделены административные центры поселений.

### Муниципальное образование «Камбарское»
- город Камбарка

### Муниципальное образование «Армязьское»
- деревня Нижний Армязь
- деревня Шолья
- деревня Зелени

### Муниципальное образование «Борковское»
- посёлок Борок
- деревня Савино
- станция Армязь
- населённый пункт Дома 1152 км
- населённый пункт Дома 1153 км
- населённый пункт Дома 1155 км

### Муниципальное образование «Ершовское»
- село Ершовка

### Муниципальное образование «Камское»
- село Кама

### Муниципальное образование «Михайловское»
- село Михайловка
- деревня Гоголи
- деревня Октябрьская
- село Балаки
- деревня Новокрещёнка

### Муниципальное образование «Нефтебазинское»
- село Камское

### Муниципальное образование «Шольинское»
- село Шолья
- деревня Мазунинское лесничество
- населённый пункт Дома 1164 км